# Made of Rain
Made of Rain è l'ottavo album in studio del gruppo musicale britannico The Psychedelic Furs, pubblicato nel 2020, a circa 29 anni di distanza dal precedente.

## Tracce
1. The Boy That Invented Rock & Roll – 3:37
2. Don't Believe – 3:45
3. You'll Be Mine – 4:48
4. Wrong Train – 4:13
5. This'll Never Be Like Love – 5:10
6. Ash Wednesday – 5:38
7. Come All Ye Faithful – 4:23
8. No-One – 4:23
9. Tiny Hands – 3:46
10. Hide the Medicine – 3:46
11. Turn Your Back on Me – 4:14
12. Stars – 3:57

## Formazione
- Richard Butler – voce
- Tim Butler – basso
- Paul Garisto – batteria
- Rich Good – chitarra
- Amanda Kramer – tastiera
- Mars Williams – sassofono